# Službenosti
Servitutes ili službenosti (lat.sevitutes) su stvarna pravo na tuđoj stvari (iura in re aliena) koja ovlašćuju njenog titulara da na određeni način koristi tuđu stvar ili da od njenog vlasnika zahteva da je na neki način ne upotrebljava. Tuđa stvar koja je opterećena službenošću se naziva "povlasnim dobrom". U zavisnosti od toga da li su ustanovljene u korist svakodobnog vlasnika jedne nepokretnosti ili samo određenog lica, dele se na stvarne i lične.

## Načela koja važe za službenosti
SERVITUS IN FACIENDO CONSISTERE NEQUIT – Službenost se ne može sastoji u činjenju. Sadržaj službenosti se u odnosu prema vlasniku poslužnog dobra (dominium predians) se ne svodi na njegovu obvezu aktivnog delovanja (facere) već se svodi na dužnost da nešto trpi (pati) ili da se suzdrži od nekog činjenja (non facere).
SERVITUS SERVITUTIS ESSE NON POTEST – Ne može postojati službenost na službenosti. Ne može titular nekog prava službenosti iz tog svog prava da izdvoji manji skup ovlašćenja i ustanoviti novu službenost u korist nekog drugog lica. Službenost se gasi kada se pravo službenosti i pravo svojine sjedine u jednoj osobi – confusio (konfuzija)
NEMINI RES SUA SERVIT – Niko ne može imati službenost na sopstvenoj stvari.
SERVITUTIBUS CIVILITER UTENDUM EST- Službenost se mora vršiti tako da što manje opterećuje poslužno dobro

## Vrste službenosti
- ZEMLJIŠNE SLUŽNOSTI (SERVITUTES PRAEDIORUM) ili STVARNE SLUŽBENOSTI (SERVITUTES RERUM)

Zemljišne službenosti se ustanovljavaju u korist vlasnika jedne nepokretnosti koje se zove povlasno dobro (praedium dominans), na teret vlasnika druge nepokretnosti (poslužno dobro ili praedium serviens). One su trajne i ne gase se smrću vlasnika povlasnog ili poslužnog dobra.
Zemljišne službenosti se dele na:
- SERVITUTES PRAEDIORUM RUSTICORUM – poljske ili seoske služnosti kao što su:
- ITER – pravo prelaska pešice preko tuđe nepokretnosti
- ACTUS – pravo progona stoke preko tuđeg zemljišta
- VIA- pravo prelaska kolima (službenost puta)
- AQUAEHAUSTUS – pravo odvođenja vode preko tuđeg zemljišta (uglavnom otpadnih voda)
- SERVITUTES PRAEDIORUM RUSTICORUM – gradske službenosti kao što su:
- SERVITUS ALTIUS NON TOLLENDI – zabrana izgradnje balkona nad tuđim prostorom ili zabrana nadgradnje i nadziđivanja
- SERVITUS ONERIS FERENDI – pravo oslanjanja zgrade na tuđi zid
- SERVITUS STILLICIDII – odvođenje kišnice
- LIČNE SLUŽBENOSTI (SERVITUTES PERSONARUM) su vremenski ograničene i prestaju smrću titulara

Dele se na:
- USUSFRUCTUS (plodouživanje) – pravo korišćenja tuđom stvari, ubiranja plodova bez zadiranja u njenu suštinu.
- USUS – pravo upotrebe ili korišćenja – ovlašćenik može stvar samo upotrebiti, ali ne i ubirati plodove – ovo pravo je nenasledivo
- HABITATIO-pravo stanovanja u tuđoj kući ili njenom delu.